# Gibiate
Gibiate (ジビエート, Jibiēto) é uma série original de anime produzida por Yoshitaka Amano, dirigida por Masahiko Komino nos estúdios l-a-unch・BOX e Estúdio Elle e escrita por Ryō Aoki. A série foi ao ar de 15 de julho a 30 de setembro de 2020. Um programa especial foi ao ar em 8 de julho de 2020.

## Enredo
Em 2030, no Japão, um vírus conhecido como "Gibia" infectou humanos em todo o mundo e os transformou em diferentes formas de monstros com base em sua idade, sexo e raça. Um samurai, um ninja e um monge do início do período Edo viajam no tempo e chegam a um Japão em ruínas. Eles ajudam um professor que trabalha na cura do vírus e enfrentam ataques incessantes de Gibias. Eles começam a perigosa jornada para encontrar outros sobreviventes e não devem apenas lidar com monstros, mas também com criminosos que atacam viajantes em busca de comida.

## Personagens
Sensui Kanzaki (神崎 千水, Kanzaki Sensui)
Voz de: Tetsuya Kakihara
Um samurai exilado transportado no tempo para a Tóquio pós-apocalíptica. Ele esteve envolvido na segunda invasão japonesa na Coreia, onde se tornou conhecido como o Slayer of Thousands (lit. Matador de milhares) enquanto usava um estilo de duas espadas, com sua katana, Suigetsumaru, e a espada ocidental, Halbert. Ele voltou da invasão mal sucedida caindo no ostracismo e servindo a Jouzen Matsumoto. Matsumoto ficou indeciso durante a Batalha de Sekigahara, onde tomou más decisões, causando sua queda. Foi quando Sensui encontrou pela primeira vez Kenroku do Exército Ocidental, que desafiou Sensui para um duelo, mas como eles estavam em condições iguais, Kenroku retirou-se.
Kenroku Sanada (真田 兼六, Sanada Kenroku)
Voz de: Hiroki Tōchi
Um ninja do passado que foi exilado e que é transportado no tempo para a Tóquio pós-apocalíptica com Sensui Kanzaki. Ele afirma que é parente de Yukimura e Masayuki Sanada.
Yukinojyo Onikura (鬼倉 雪之丞, Onikura Yukinojō)
Voz de: Michio Hazama
Um grande monge guerreiro de Honganji, a principal base de monges guerreiros conhecido como Ishiyama Honganji que lutou contra Oda Nobunaga no passado. Ele também é transportado no tempo para a Tóquio pós-apocalíptica. Ele tem a palavra "mal" tatuada na testa e empunha uma clava com espinhos chamada Douzan.
Kathleen Funada (船田 キャスリーン, Funada Kyasurīn)
Voz de: Yukiyo Fujii
Uma jovem cientista que está trabalhando com sua mãe para encontrar uma cura para o vírus Gibia. É mais tarde revelado que ela involuntariamente fez com que Sensui, Kenroku e Yukinojyo fossem trazidos do passado quando ela desejou que homens fortes ajudassem a humanidade quando ela viu três cometas flamejantes caindo na Terra. Os cometas eram na verdade peças em chamas quebradas da espaçonave de Yoshinaga e a matéria da nave agia de acordo com suas ondas cerebrais, transformando seu desejo em realidade.
Dr. Yoshinaga (ヨシナガ博士, Yoshinaga Hakase)
Voz de: Shūichi Ikeda
Um médico trabalhando em uma cura para o vírus Gibia, mas também, por coincidência, sua causa na Terra. É revelado que ele e o Meteora eram de outro planeta. Se as pessoas lá bebessem o sangue do deus Soma, eles ganhariam poderes especiais, mas aqueles que eram incompatíveis se tornariam monstros. Ele estava trabalhando em uma versão artificial, quando sua noiva, Meteora, acidentalmente bebeu um pouco e se tornou um monstro. Quando o caos envolveu o planeta, ele saiu com Meteora e as amostras de sangue em uma cápsula criogênica, para criar uma vacina para salvá-la. No entanto, a nave se separou ao se aproximar da Terra e da cápsula, com Meteora e as amostras caíram na Terra primeiro, causando o surto de Gibia.
Yurika Funada (船田 ユリカ, Funada Yurika)
Voz de: Emi Ito
A mãe de Kathleen e uma médica.
Ayame Hatonami (鳩波 彩愛, Hatonami Aya)
Voz de: Hiroki Nanami
Uma ex-policial que se junta ao grupo de Kathleen. Suas armas preferidas são um par de tonfas. Ela está tentando prender seu pai, um ex-criminoso que fugiu da prisão. Ayame teve que matar sua própria mãe antes que ela se transformasse em um monstro após ser ferida por um Gibia.
Renjiro Hatonami (鳩波 蓮司郎, Hatonami Renjirō)
Voz de: Kōji Ishii
O ex-chefe de um pequeno grupo de yakuza e pai de Ayame. Ele sobreviveu à pandemia de Gibia sendo preso na prisão e escapou quando a prisão foi contaminada pelo vírus. Ele lidera um pequeno grupo de ex-presidiários que se autodenominam de Gallients.
Guren Soshigaya (祖師谷 紅蓮, Soshigaya Guren)
Voz de: Hozumi Gōda
Ele é o segundo em comando dos Gallients. Está com Renjiro desde o grupo da yakuza. Sua arma é uma pistola de duas mãos.
Isao Mikimoto (美樹本 伊佐夫, Mikimoto Isao)
Voz de: Hiromi Sakimoto
Um membro dos Gallients que estava preso por assassinato. Ele é um atleta olímpico e é especializado em ataques utilizando sua habilidade com lanças.
Katsunori Hamuro (葉室 克典, Hamuro Katsunori)
Voz de: Ryōhei Kimura
Um membro dos Gallients e ex-prisioneiro.
Hidenori Sakuma (佐久間 秀典, Sakuma Hidenori)
Voz de: Fukushi Ochiai
Um membro dos Gallients e ex-prisioneiro.

## Produção e lançamento
Durante a Anime Expo 2019, o Gibiate Project revelou que estava produzindo uma série original de anime para televisão. Ryō Aoki escreveu e planejou o projeto, bem como atuando como seu produtor executivo. Masahiko Komino atuou como diretor e designer de animação de personagens - adaptando diretamente os designs originais dos personagens de Yoshitaka Amano para a animação, além de atuar como diretor-chefe de animação. Os estúdios la-unch ・ BOX e Studio Elle serão responsáveis pela produção da animação. Naoki Serizawa projetou os monstros. Yuzo Koshiro compõe a música da série. Outros artistas, como o fabricante de bonecas japonês Mataro Kanabayashi III, o cuteleiro Kunihisa Kunihisa, o calígrafo e artista Sisyu, e Hideo Komatsu, o presidente da empresa de shamisen Komatsuya Co., Ltd. também estão listados como colaboradores. Sugizo perfomou os temas de abertura e encerramento do anime; a abertura "Gibiate" junto com os Yoshida Brothers e o encerramento "Endless" com Maki Ohguro. A versão chinesa do tema de encerramento foi perfomada pela banda VOGUE5. Estava programado para estrear na Anime Expo 2020, mas foi cancelado por causa da pandemia de COVID-19. A série foi ao ar de 15 de julho a 30 de setembro de 2020 na Tokyo MX, AT-X e BS Fuji. A Crunchyroll transmitiu a série como um anime original Crunchyroll na América do Norte, América Central, América do Sul, Europa, África, Oceania e Oriente Médio. No sudeste da Ásia, a série é licenciada pela Medialink e lançada no canal Ani-One no YouTube, bem como no serviço de streaming iQIYI.

## Recepção
A recepção do anime foi amplamente desfavorável, com a maioria das críticas sendo direcionadas ao fraco CGI.